# Heinälampi (sjö i Kides, Norra Karelen)
Heinälampi är en sjö i kommunen Kides i landskapet Norra Karelen i Finland. Den är 1,5 meter djup. Arean är 36 hektar och strandlinjen är 3,19 kilometer lång. Sjön  ingår i Vuoksens huvudavrinningsområde.   Den ligger omkring 56 kilometer söder om Joensuu och omkring 320 kilometer nordöst om Helsingfors. 
Heinälampi ligger norr om Suuri Heinälampi. 